# Roberto Saviano
Pour les articles homonymes, voir Saviano (homonymie).
Roberto Saviano, né le 22 septembre 1979 à Naples, est un écrivain et journaliste italien. Il est connu pour avoir décrit et dénoncé les milieux mafieux dans ses écrits et articles, en particulier dans son livre Gomorra (2006), qui met à nu le milieu de la Camorra.
En raison de sa description méticuleuse et critique du « système » des clans mafieux, son livre a eu un immense succès dans son pays et à l'étranger. Cependant il doit vivre sous protection policière permanente.

## Biographie

### Jeunesse et formation
Né à Naples le 22 septembre 1979, d'un père médecin, Luigi Saviano, et d'une mère enseignante à l'université, Maria Rosaria Ghiara, née de parents d'origine ligure de confession juive, Roberto Saviano a étudié la philosophie dans sa ville d'origine à l'université de Naples - Frédéric-II,, où il fut l'élève de Francesco Barbagallo. Saviano est surtout influencé par la pensée de Giustino Fortunato, Gaetano Salvemini, Errico Malatesta, Mikhaïl Bakounine et Rocco Scotellaro. Il collabore ensuite notamment avec L'Espresso et La Repubblica.

### Le phénomèneGomorra
Dans Gomorra, publié en mars 2006 (traduit en français en octobre 2007), Roberto Saviano explore Naples et la Campanie dominées par la criminalité organisée, sur fond de guerres entre clans rivaux et de trafics en tout genre : contrefaçon, armes, drogue et déchets toxiques. Le livre est aussi une profonde enquête sociologique sur la population napolitaine vivant au cœur des milieux mafieux.
Saviano y révèle également l'étendue des activités de la Camorra en Espagne. Dans une interview au quotidien espagnol El País, Roberto Saviano explique que le clan Nuvoletta, Michele Zaza et d'autres membres de la Camorra recyclent massivement leurs gains illicites dans l'industrie touristique andalouse, acquérant ainsi hôtels, restaurants et night-clubs.
Saviano affirme par ailleurs que la Camorra aurait pris le contrôle des importations en Europe de cocaïne colombienne par des filières installées à Madrid et Barcelone. De plus, selon lui l'Espagne serait « envahie par l'argent de la Camorra », mais la « classe politique locale n'en aurait pas encore pris conscience ».
En 2006, à la suite du succès de son récit documentaire Gomorra, très accusateur à l'égard des activités de la Camorra, il est victime de menaces de mort,, confirmées par des déclarations de camorristes collaborant avec la justice, et des informations révélant le projet du clan Casalesi de l'assassiner. Roberto Saviano vit sous protection policière depuis le 13 octobre 2006,. En 2021, il relate dans la bande dessinée Je suis toujours vivant sa « vie de paria » liée aux menaces dont il est l'objet.
En 2009, Gomorra, traduit dans 42 pays, a été vendu à plus de quatre millions d'exemplaires à travers le monde.
Une œuvre théâtrale a été tirée de l'ouvrage Gomorra. Cette adaptation a été écrite par Saviano avec Mario Gelardi. Le livre a également été adapté au cinéma en 2008 puis à la télévision en 2014.
En 2025, il publie son nouveau roman, "Giovanni Falcone", dont la trame se déroule cette fois-ci en Sicile. Ce livre rend hommage au magistrat Giovanni Falcone assassiné en 1992.

### Vieni via con me
En 2011, le livre reprend la série d'émissions passées, en novembre 2010, sur Rai 3. En huit émissions, parlant de la mafia comme du tremblement de terre de L'Aquila, il décrit sa vision de la politique italienne.

### Prises de position

#### Phénomène migratoire en Italie et en Europe
Dans une tribune publiée dans le journal français Le Monde, Roberto Saviano s’insurge contre la politique migratoire du ministre italien de l’intérieur, Matteo Salvini. Il propose « la régularisation de tous les immigrés clandestins qui se trouvent aujourd’hui en Italie », ainsi que de « plancher sur la réglementation sur les visas et cesser de donner de l’argent aux mafias libyennes, parce que ce sont des geôliers que nous payons ». Il plaide également pour la mise en place d'« accords avec les pays européens pour que les permis délivrés en Italie permettent de circuler et de travailler dans l’ensemble de l’Union européenne ».

### Controverses
Le 16 avril 2010, le président du Conseil Silvio Berlusconi accuse Saviano de faire la promotion des gangs mafieux et de donner une mauvaise image de l'Italie.
En 2013, Saviano et sa maison d'édition Arnoldo Mondadori Editore sont condamnés pour avoir réutilisé des passages entier d'articles de presse des quotidiens Cronache di Napoli et Corriere di Caserta dans Gomorra, sans les citer. La condamnation est confirmée par la cour d'appel de Naples en 2016, mais la peine est réduite de 60 000 à 6 000 euros.
En juin 2018, le ministre de l'Intérieur Matteo Salvini menace de lever la protection policière dont il fait l'objet après ses critiques contre le gouvernement. Le 19 juillet, il porte plainte contre Saviano pour diffamation, ce dernier l'accusant dans un tweet d'être le « ministre de la malavita » (crime organisé).
En 2023 l'émission que Saviano devait présenter à la Radiotelevisione Italiana (RAI), intitulée Insider. Faccia a faccia con il crimine (en français : « Insider. Face à face avec le crime ») et qui était dédiée à la lutte contre la mafia, est annulée après que Saviano a, à nouveau, qualifié Matteo Salvini de « ministre de la malavita » dans un tweet. Roberto Sergio, administrateur délégué de l’audiovisuel public a annoncé cette décision dans le quotidien romain Il Messaggero, en la qualifiant de « décision d'entreprise ».

### Prix et distinctions
Le 2 janvier 2008, à la fin du Journal de 20 heures de la Rai Uno, le présentateur annonce que le récit Gomorra de Roberto Saviano a reçu le prix du meilleur livre de l'année des téléspectateurs du journal télévisé, battant ainsi d'autres best-sellers, notamment le célèbre et contesté La Casta de Sergio Rizzo. En Espagne, il reçoit le prix international de journalisme Manuel-Vázquez-Montalbán.
Le 9 octobre 2012 à Strasbourg, Roberto Saviano s’est vu décerner le « prix Giovanni-Falcone pour la Justice », remis pour la première fois par des associations en marge du Forum mondial de la démocratie organisé annuellement par le Conseil de l'Europe.
Il a obtenu une laurea honoris causa en jurisprudence de l'université de Gênes.
Il reçoit en 2011 le PEN/Pinter International Writer of Courage Award (en).

## Œuvres

### Romans
- Gomorra. Dans l'empire de la camorra [« Gomorra. Viaggio nell'impero economico e nel sogno di dominio della camorra »]  (trad. de l'italien), Paris, Gallimard, 2007, 480 p. (ISBN 978-2-07-037986-6, 978-2-07-078289-5 et 2-07-037986-8)
- La Beauté et l'Enfer : écrits 2004-2009 [« La bellezza e l'inferno. Scritti 2004-2009 »]  (trad. de l'italien), Paris, Robert Laffont, 2010, 321 p. (ISBN 978-2-221-11532-9 et 2-221-11532-5) - Prix du livre européen 2010[24]
- Extra pure : Voyage dans l'économie de la cocaïne [« Zero Zero Zero: Viaggio nell'inferno della coca »]  (trad. de l'italien), Paris, Éditions Gallimard, 2014, 454 p. (ISBN 978-2-07-014049-7)[25]
- Piranhas, Gallimard, 2018  (ISBN 978-2-07-275404-3) [La paranza dei bambini, Feltrinelli, 2016, 347 p.]
- Baiser Féroce, Éditions Gallimard, 2019 [Bacio feroce, Feltrinelli, 2017]
- Giovanni Falcone [« Solo e' il corragio »]  (trad. de l'italien par Laura Brignon), Paris, Gallimard, 2025 (présentation en ligne)

### Nouvelles
- Le Contraire de la mort : Scènes de la vie napolitaine [« Il contrario della morte »]  (trad. de l'italien), Paris, Robert Laffont, 2009, 108 p. (ISBN 978-2-221-11319-6 et 2-221-11319-5)
- Le combat continue : Résister à la mafia et à la corruption [« Vieni via con me »], Paris, Robert Laffont, 2012, 192 p. (ISBN 978-2-221-12793-3 et 2-221-12793-5)
- En mer, pas de taxis [« In mare non esistono taxi »], Paris, Gallimard, 2021 (ISBN 2072907683).

### Romans graphiques
- Sono ancora vivo (ill. Asaf Hanuka), Milan, BAO Publishing, 2021, 144 p.  (ISBN 978-88-32-73207-8) traduit en français par Vincent Raynaud Je suis toujours vivant chez Gallimard/Steinkis en 2022.
- Le storie della paranza
  - (it) I teschi dei ladri  (ill. Riccardo La Bella, avec Tito Faraci), Milan, Feltrinelli, 2021 (ISBN 978-88-07-55037-9)
  - (it) Cosplayer  (ill. Riccardo La Bella, avec Tito Faraci), Milan, Feltrinelli, 2022 (ISBN 978-88-07-55097-3)
  - (it) Ultima corsa  (ill. Riccardo La Bella, avec Tito Faraci), Milan, Feltrinelli, 2022 (ISBN 978-88-07-55100-0)
  - (it) La memoria delle ossa  (ill. Riccardo La Bella, avec Tito Faraci), Milan, Feltrinelli, 2022 (ISBN 978-88-07-55120-8)

### Autre
- Préface à la réédition de La Révolte des anges, d'Anatole France, éditions Rivages Poche, 2010  (ISBN 978-2743620806)
- 000, Éditions Feltrinelli, 2017.

#### Essai non traduit en français
- La parola contro la camorra, Einaudi, 2010, 94 p.